# 鳩谷八幡神社
鳩谷八幡神社（はとがやはちまんじんじゃ）は、岐阜県大野郡白川村鳩谷にある神社（八幡神社）である。

## 概要
世界遺産の白川郷にある神社であり、白川村南部の鳩谷区の産土神である。
白川村で最も古い信仰の場の一つと考えられ、拝殿の正面に依代がある。元々は水の神を祀った神社であったが、戦国時代に武家が支配を強めてから八幡神社となったと推測される。
10月中旬にどぶろく祭りが行われる。

## 祭神
- 応神天皇

## 文化財
どぶろく祭
- 鳩谷八幡神社、白川八幡神社、飯島八幡神社、平瀬八幡神社、木谷白山神社などの白川村の各地区の神社で行われる。祭礼に神酒としてどぶろくが用いられ、参拝者に振る舞われる。1970年（昭和45年）12月に白川村の民俗文化財に指定されている[3]。

鳩谷八幡神社境内
- 盤座（神馬の尻もち岩）、依代、嘉念坊善俊（親鸞の弟子であり飛騨国の浄土真宗布教の始祖）ゆかりの麝香杉の跡などがある。麝香杉の跡の脇にある麝香杉の湧水は神水とされ、鳩谷八幡神社でおこなわれるどぶろく祭りのどぶろくは、この麝香杉の湧水を使って作られる[4]。2003年（平成15年）5月に白川村の史跡に指定されている[5]。

## 交通

### 公共交通機関
- 岐阜バス名古屋白川郷線「鳩ヶ谷」バス停下車、徒歩約12分。
- 濃飛バス白川郷線「鳩谷」バス停下車、徒歩約12分。
- 加越能バス世界遺産バス「鳩ヶ谷」バス停下車、徒歩約12分。